# 軽井沢会テニスコート
軽井沢会テニスコート（かるいざわかいテニスコート）は、長野県北佐久郡軽井沢町の旧軽井沢にある、会員制のテニスコートである。明治時代からの歴史を持ち、明仁親王（当時皇太子）と正田美智子が出会った場として知られ、戦後テニスブームの火付け役となった。

## 概要
旧軽井沢銀座の東側に位置し、面積は約4,000m2。13面のコートとウィリアム・メレル・ヴォーリズの設計によるクラブハウスを備える。スタンドの収容人員は約200人。一般財団法人軽井沢会が所有し、会員制であるがシーズンオフには予約制で非会員も利用できる。ドレスコードがあり、伝統的に白を基調としたテニスウェアの着用を推奨している。
旧軽銀座の軽井沢観光会館とテニスコートの間の道は「テニスコート通り」と呼ばれており、ミヒャエル・クーデンホーフ・カレルギー伯爵が滞在して描いた『テニスコート通り』の絵画が通りに掲出されている。

## 歴史

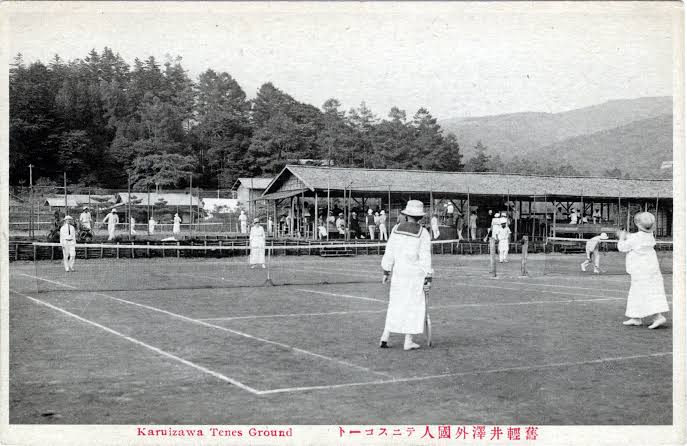
戦前の軽井沢会テニスコート

1885年（明治18年）。カナダ人宣教師のアレクサンダー・クロフト・ショーが訪れ、軽井沢の保健休養地としての歴史が始まった。この地にテニスコートが出来たのは1892年（明治25年）頃との記録がある。当初はコート2面であったが、のちに13面まで増設されている。土地台帳には1909年にイギリス人のW.G.カナレーが一反八畝二歩（約1788m2）の地上権を購入した記録が残っており、それ以前は地元の地主から借り受けていたと考えられる。
1913年（大正2年）、軽井沢会の前身となる「軽井沢避暑団」発足。アメリカ人のハーベ・ブロカ、D.C.ライクが約4反の土地を買い取っており、先述のW.G.カナレーを含めた3名が避暑団にテニスコートを寄贈した。1917年には軽井沢国際テニストーナメントの第1回大会が開催された。1929年にはウィリアム・メレル・ヴォーリズの設計によるクラブハウス竣工（御木本隆三が寄贈）。ヴォーリズは、軽井沢では軽井沢ユニオンチャーチや亜武巣山荘、睡鳩荘をはじめとする60棟以上の建物の設計を手掛けている。第二次世界大戦終戦後の1946年には米軍に接収された。2005年からは、軽井沢テニス協会主催により国際テニス連盟（ITF）公認の男子国際大会「軽井沢フューチャーズ」が開催されており、若手選手がATPツアーで戦うための登竜門となっている。

### 皇室とのかかわり
軽井沢と皇室とのかかわりは、1878年（明治11年）に明治天皇が北陸・東海へ巡幸した際に行在所が設けられたことから始まる。1920年代になると竹田宮、伏見宮、北白川宮、朝香宮等の皇族が次々と別荘を建設、親類の華族など上流階級の別荘建設も相まって、以降皇室関係の来訪が活発になった。1957年（昭和32年）8月19日、軽井沢国際テニストーナメントに出場していた明仁親王は、日清製粉の会長令嬢の正田美智子と出会う。テニスを通じて親交を深め、1年余りの交際ののち1958年11月27日に婚約を発表。1959年（昭和34年）4月10日に結婚の儀が執り行われた。天皇に即位してからも幾度か軽井沢会テニスコートでプレイしている。

## 軽井沢会
軽井沢会は別荘所有者の自治組織であり、1913年（大正2年）に外国人避暑客を中心として発足した「軽井沢避暑団」を前身とする。この団体は1916年12月にダニエル・ノーマンらにより財団法人となった。1942年には、1922年開設の「軽井沢集会堂」と合併し「財団法人軽井沢会」となった。2010年現在の会員数は、正会員・家族会員合わせて1614名。

## 軽井沢国際テニストーナメント
日本のテニストーナメントとして最古の歴史を持つオープン大会で、1917年に第1回大会が開催された。1944年・1945年には第二次世界大戦により中断されたが接収中の1946年に再開した。1970年代には、参加者増加により鹿島ノ森、日本信販ユートピー、町営コートなど近隣のテニスコートも併用されたが、1977年からは軽井沢会テニスコートのみの開催に戻っている。2016年には第100回大会を迎えた。参加者は延べ800人を越える。略称は「軽トー」。
歴代優勝者には、三神八四郎、原田武一、福田雅之助、青木岩雄、佐藤次郎、三木龍喜、布井良助、太田芳郎、宮城黎子、井上早苗、畠中君代、石黒修等の有名強豪選手（プロを含む）のほか、オルトマンス家、バッソンピエール家、ライフスナイダー家、松平康愛（松平康昌の子）、堀田正久（堀田正恒の子）、朝吹三吉、原田敬策（原田熊雄の子）、相馬靖子（相馬勇紀の母）等の名もある。また前述した上皇明仁、上皇后美智子のほか、天皇徳仁も出場、秋篠宮文仁親王はジュニア部門で優勝している。